# By
By – miejscowość i gmina we Francji, w regionie Burgundia-Franche-Comté, w departamencie Doubs.
Według danych na rok 1990 gminę zamieszkiwało 65 osób, a gęstość zaludnienia wynosiła 9 osób/km² (wśród 1786 gmin Franche-Comté By plasuje się na 678. miejscu pod względem liczby ludności, natomiast pod względem powierzchni na miejscu 623.).